# Aéroport de Londres-Stansted
L'aéroport de Londres Stansted (code IATA : STN • code OACI : EGSS) est l'aéroport londonien le plus éloigné de Londres (sans compter Londres Southend), puisqu'il est situé à une cinquantaine de kilomètres du centre-ville, vers le nord (21,9 millions de passagers en 2005) dans la commune de Stansted Mountfitchet.
Heathrow Airport Holdings a vendu l'aéroport au Manchester Airports Group pour 1,8 milliard d'euros le 18 janvier 2013.
En 2025, l'aéroport de Londres-Stansted a annoncé un plan d'expansion majeur visant à augmenter sa capacité d'accueil à 51 millions de passagers par an au cours des deux prochaines décennies, sans construire de nouvelle piste,. Ce projet fait suite à une année record en 2024, avec près de 30 millions de voyageurs, et coïncide avec le lancement d'une nouvelle identité visuelle en juin 2025 pour accompagner sa future croissance,.

## Histoire
Il a été construit en 1991, sur des plans de l'architecte britannique Norman Foster.
Il est principalement desservi par des compagnies aériennes à bas prix (low-costs), notamment Easyjet et Ryanair qui en ont fait leur base.

## Situation

### Carte des aéroports du Très Grand Londres
| Heathrow Gatwick Stansted Luton City Southend Blackbushe Denham Elstree Fairoaks Farnborough Lydd North Weald Redhill Rochester Stapleford White Waltham Wycombe RAF Northolt Damyns Hall Biggin Hill Oxford Héliport |

### Carte des aéroports commerciaux d'Angleterre
| Birmingham Bournemouth Bristol Doncaster · Sheffield Durham · Tees Valley East Midlands Exeter Humberside Land's · End Leeds-Bradford Liverpool L.-City L.-Gatwick L.-Heathrow L.-Luton L.-Southend L.-Stansted Lydd Manchester Newcastle · Upon Tyne Newquay · Cornouailles Norwich Southampton St Mary des Sorlingues Carlisle Lake |

## Chiffres et statistiques
En 2017, l'aéroport a accueilli près de 25,9 millions de passagers.
Le graphique qui aurait dû être présenté ici ne peut pas être affiché car il utilise l'ancienne extension Graph, désactivée pour des questions de sécurité. Des indications pour créer un nouveau graphique avec la nouvelle extension Chart sont disponibles ici.

Voir la requête brute et les sources sur Wikidata.

## Compagnies et destinations
| Compagnies            | Destinations |
| --------------------- | --- |
| Air Albania           | Tirana-Mère-Teresa |
| Air Moldova           | Chișinău |
| AJet                  | Istanbul-S. Gökçen En saison : Antalya |
| Albanwings            | En saison : Tirana-Mère-Teresa |
| British Airways       | En saison: Nice-Côte d'Azur En saison charter : Calvi Sainte-Catherine |
| easyJet               | Amsterdam, Belfast, Édimbourg, Glasgow En saison: Genève-Cointrin |
| Emirates              | Dubaï |
| Jet2.com              | - Alicante-Elche, - Antalya, - Athènes E.-Venizélos, - Faro, - Fuerteventura, - Lanzarote-Arrecife, - Larnaca, - Las Palmas/Gran Canaria, - Madère-C. Ronaldo, - Malaga-Costa del Sol, - Paphos, - Rome Léonard-de-Vinci/Fiumicino, - Ténériffe-Sud Reine Sofia En saison : - Bodrum-Milas, - Bourgas, - Catane-Fontanarossa, - Chambéry, - Corfou-I. Kapodístrias, - Dalaman, - Dubrovnik, - Genève-Cointrin, - Gérone-Costa Brava, - Grenoble-Alpes-Isère, - Héraklion-N. Kazantzákis, - Ibiza, - Innsbruck-Kranebitten, - Izmir-A. Menderes, - Jersey, - Kalamata, - Céphalonie, - Kos, - La Canée I.-Daskaloyánnis, - Malte, - Minorque-Mahón, - Mytilène-O. Elýtis, - Naples-Capodichino, - Nice-Côte d'Azur, - Olbia-Costa Smeralda, - Palma de Majorque, - Prévéza-Aktion, - Reus, - Reykjavik-Keflavík, - Rhodes-Diagoras, - Salzbourg-W. A. Mozart, - Santorin, - Skiathos-A. Papadiamándis, - Split, - Thessalonique-Makedonía, - Tivat, - Vérone - Villafranca, - Zante D.-Solomós |
| Pegasus Airlines      | Ankara Esenboğa, Antalya, Istanbul-S. Gökçen, Izmir-A. Menderes En saison: Dalaman |
| Play                  | Reykjavik-Keflavík |
| Ryanair               | - Aalborg, - Aarhus, - Abruzzes, - Agadir-Al Massira, - Alicante-Elche, - Ancône-Falconara, - Athènes E.-Venizélos, - Barcelone-El Prat, - Bari-Karol Wojtyła, - Belfast, - Bergame-Orio al Serio, - Bergerac-Dordogne-Périgord, - Berlin-Brandebourg, - Biarritz-Pays Basque, - Billund, - Bologne-Borgo Panigale, - Bratislava-M. R. Štefánik, - Brême, - Brindisi Papola/Casale, - Brno-Tuřany, - Bucarest-H. Coandă, - Budapest-Ferenc Liszt, - Bydgoszcz, - Cagliari, - Carcassonne, - Castellón-Costa Azahar, - Catane-Fontanarossa, - Cluj-Napoca, - Cologne/Bonn-K. Adenauer, - Copenhague-Kastrup, - Cork, - Cracovie-Jean-Paul II, - Dortmund, - Dresde, - Dublin, - Édimbourg, - Eindhoven, - Essaouira Mogador, - Faro, - Fès-Saïss, - Fuerteventura, - Gdańsk-L. Wałęsa, - Gênes-Christophe-Colomb, - Göteborg, - Francfort-Hahn, - Hambourg-H.-Schmidt, - Helsinki-Vantaa, - Karlsruhe/Baden-Baden, - Katowice-Pyrzowice, - Kaunas, - Kerry-Killarney, - Klagenfurt, - Knock-Irlande Ouest, - Košice (Cassovie)-Barca, - Lamezia Terme, - Lanzarote-Arrecife, - La Rochelle-Île de Ré, - Las Palmas/Gran Canaria, - Leipzig/Halle, - Limoges-Bellegarde, - Lisbonne-H. Delgado, - Łódź-W. Reymont, - Luxembourg-Findel, - Maastricht-Aix-la-Chapelle, - Madère-C. Ronaldo, - Madrid-Barajas, - Malaga-Costa del Sol, - Malte, - Marrakech-Ménara, - Marseille-Provence, - Memmingen, - Milan-Malpensa, - Nantes-Atlantique, - Naples-Capodichino, - Nice-Côte d'Azur, - Nuremberg-A. Dürer, - Olsztyn (Holsten)-Mazurie, - Örebro, - Oslo-Gardermoen, - Ostrava-L. Janáček, - Ouarzazate, - Oviédo-Asturies, - Palanga, - Palerme Falcone-Borsellino, - Palma de Majorque, - Paphos, - Pérouse-Sant'Egidio, - Pise-Galileo Galilei, - Plovdiv-Kroumovo, - Podgorica, - Poitiers-Biard, - Porto-F. Sá-Carneiro, - Poznań (Posnanie)-H. Wieniawski, - Prague-Václav-Havel, - Rabat-Salé, - Région de Murcie, - Riga, - Rome - G. B. Pastine (Ciampino), - Rzeszów, - Salzbourg-W. A. Mozart, - Sandefjord-Torp, - Santander-S. Ballesteros, - Saint-Jacques-de-Compostelle, - Saragosse, - Séville-San Pablo, - Shannon, - Sofia-Vrajdebna, - Stockholm-Arlanda, - Stockholm-Västerås (Hasslo), - Szczecin/Stettin-Solidarité, - Tallinn, - Tampere/Pirkkala, - Tanger, - Tarbes-Lourdes-Pyrénées, - Ténériffe-Sud Reine Sofia, - Thessalonique-Makedonía, - Toulouse-Blagnac, - Tours-Val de Loire, - Trapani-V. Florio (Birgi), - Trieste/Frioul, - Turin S.-Pertini (Caselle), - Valence, - Växjö Småland, - Varsovie-Modlin (Mazovie), - Venise - Marco Polo, - Vérone - Villafranca, - Vienne-Schwechat, - Vigo-Peinador, - Vilnius, - Wrocław-N. Copernic, - Zagreb-Pleso En saison : - Alghero-Fertilia, - Almeria, - Béziers - Cap d'Agde, - Brive-Souillac, - Céphalonie, - Corfou-I. Kapodístrias, - Grenoble-Alpes-Isère, - Ibiza, - Jerez de la Frontera, - Kalamata, - Kos, - Minorque-Mahón, - Newquay Cornouailles, - Nîmes-Garons, - Osijek, - Perpignan, - Ponta Delgada-Jean Paul II, - Prévéza-Aktion, - Pula, - Reus, - Rijeka, - Rimini, - Rhodes-Diagoras, - Rodez, - Rovaniemi, - Santorin, - Zadar, - Zante D.-Solomós |
| SunExpress            | Izmir-A. Menderes |
| TUI Airways           | Charm el-Cheikh, Las Palmas/Gran Canaria, Ténériffe-Sud Reine Sofia En saison : - Antalya, - Chambéry, - Corfou-I. Kapodístrias, - Dalaman, - Héraklion-N. Kazantzákis, - Ibiza, - Innsbruck-Kranebitten, - Céphalonie, - Kittilä, - Minorque-Mahón, - Palma de Majorque, - Paphos, - Rhodes-Diagoras, - Salzbourg-W. A. Mozart, - Turin S.-Pertini (Caselle), - Zante D.-Solomós |
| Turkmenistan Airlines | Achgabat |
| Widerøe               | Bergen |

Édité le 03/10/2019  Actualisé le 08/04/2023

## Transports
L'aéroport de Londres-Stansted est desservi par plusieurs options de transport, le reliant au centre de Londres et à d'autres régions.

### Train
Le service de train Stansted Express est la liaison ferroviaire la plus directe vers le centre de Londres, reliant l'aéroport à la gare de Liverpool Street en environ 47 minutes. Les trains circulent fréquemment tout au long de la journée.

### Autocars et bus
Plusieurs compagnies d'autocars proposent des liaisons 24h/24 et 7j/7 depuis la gare routière de l'aéroport, située à quelques minutes à pied du terminal.
- Flibco : Opère un service de navette direct vers Londres, avec des arrêts à Stratford (trajet d'environ 50 minutes) et à la gare de Liverpool Street (trajet d'environ 90 minutes)[13]. Les navettes circulent toutes les 30 minutes, 24 heures sur 24, 7 jours sur 7[14],[15].

- National Express : Propose un large réseau de lignes reliant Stansted à de nombreuses villes du Royaume-Uni, ainsi qu'à d'autres aéroports londoniens comme Heathrow et Gatwick[12].

- Bus locaux : Des services de bus locaux desservent les villes et villages environnants, notamment Bishop's Stortford, Harlow et Braintree[12].

### Voiture
L'aéroport est directement accessible par l'autoroute M11 (sortie 8a depuis Londres, ou 8 depuis Cambridge). Des parkings de courte et longue durée sont disponibles, ainsi que des zones de dépose-minute. Des services de taxi et de VTC (comme Uber) opèrent également depuis l'aéroport.

## Dans la fiction
- Le film La Chute de Londres (2016).